# Pet Sounds
Pet Sounds је студијски албум америчке поп групе The Beach Boys. Важи за један од најутицајнијих албума свих времена. Mojo Magazine га је прогласио за најутицајнији а на сличан начин га рангирају и многи други музички часописи. На листи часописа Rolling Stone налази се на другом месту. 

## Списак песама
Аутори свих песама су Брајан Вилсон и Тони Ашер, изузеци су назначени.

### Прва страна
1. "Wouldn't It Be Nice" (Вилсон, Ашер, Мајк Лав) – 2:22
  - Водећи вокали су Брајан Вилсон и Мајк Лав
2. "You Still Believe in Me" – 2:30
  - Водећи вокал је Брајан Вилсон; Првобитни назив "In My Childhood"
3. "That's Not Me" – 2:27
  - Водећи вокал је Брајан Вилсон
4. "Don't Talk (Put Your Head on My Shoulder)" – 2:51
  - Водећи вокал је Брајан Вилсон
5. "I'm Waiting for the Day" (Вилсон, Лав) – 3:03
  - Водећи вокал је Брајан Вилсон
6. "Let's Go Away for Awhile" (Вилсон) – 2:18
  - Инструментал, Првобитни назив "The Old Man and the Baby"
7. "Sloop John B" (Trad. arr. Wilson) – 2:56
  - Водећи вокали су Брајан Вилсон и Мајк Лав

### Друга страна
1. "God Only Knows" – 2:49
  - Водећи вокал је Карл Вилсон.
2. "I Know There's an Answer" (Wilson, Тери Сашен, Love) – 3:08
  - Првобитни назив "Hang On to Your Ego"
3. "Here Today" – 2:52
  - Водећи вокал је Мајк Лав
4. "I Just Wasn't Made for These Times" – 3:11 
  - Водећи вокал је Брајан Вилсон
5. "Pet Sounds" (Вилсон) – 2:20
  - Инструментал; првобитни назив "Run James Run"
6. "Caroline, No" – 2:52
  - Водећи вокал је Брајан Вилсон; У позадини се лају његови пси Луи и Банана